# Strade Bianche 2021
La 15e édition des Strade Bianche a lieu le 6 mars 2021. Elle fait partie du calendrier UCI World Tour 2021 en catégorie 1.UWT.
La course est remportée en solitaire par le Néerlandais Mathieu van der Poel, membre de l'équipe Alpecin-Fenix. Le Français Julian Alaphilippe (Deceuninck-Quick Step) et le Colombien Egan Bernal (Ineos Grenadiers) complètent le podium, terminant respectivement deuxième et troisième.

## Présentation

### Parcours
Le parcours de 184 km de cette édition des Strade Bianche part de la forteresse Médicis de Sienne et arrive sur la Piazza del Campo, dans cette même ville. Ce tracé comprend onze « routes blanches » (strade bianche en italien), pour un total de 63 km, :
| Secteur | Nom                   | Position                         | Longueur | Difficulté |
| ------- | --------------------- | -------------------------------- | -------- | ---------- |
| 1       | Vidritta              | entre le km 17,6 et le km 19,7   | 2 100 m  | 01         |
| 2       | Bagnaia               | entre le km 25,0 et le km 30,8   | 5 800 m  | 01         |
| 3       | Radi                  | entre le km 36,9 et le km 41,3   | 4 400 m  | 03         |
| 4       | La Piana              | entre le km 47,6 et le km 53,1   | 5 500 m  | 01         |
| 5       | Lucignano d'Asso      | entre le km 75,8 et le km 87,7   | 11 900 m | 03         |
| 6       | Pieve a Salti         | entre le km 88,7 et le km 96,7   | 8 000 m  | 04         |
| 7       | San Martino in Grania | entre le km 111,3 et le km 120,8 | 9 500 m  | 03         |
| 8       | Monte Sante Marie     | entre le km 130 et le km 141,5   | 11 500 m | 05         |
| 9       | Monteaperti           | entre le km 160 et le km 160,8   | 800 m    | 01         |
| 10      | Colle Pinzuto         | entre le km 164,6 et le km 167   | 2 400 m  | 04         |
| 11      | Le Tolfe              | entre le km 171 et le km 172,1   | 1 100 m  | 03         |

### Équipes
On retrouve un total de 25 équipes au départ, 19 faisant partie des WorldTeams, la première division mondiale, et les six autres des équipes ProTeams, la seconde division mondiale.
| WorldTeams (19)- AG2R Citroën Team - Astana-Premier Tech - Bahrain Victorious - Bora-Hansgrohe - Cofidis - Deceuninck-Quick Step - EF Education-Nippo - Groupama-FDJ - Ineos Grenadiers - Intermarché-Wanty-Gobert Matériaux - Israel Start-Up Nation - Jumbo-Visma - Lotto Soudal - Movistar Team - Team BikeExchange - Team DSM - Qhubeka Assos - Trek-Segafredo - UAE Team Emirates ProTeams (6)- Alpecin-Fenix - Androni Giocattoli-Sidermec - Arkéa-Samsic - Bardiani CSF Faizanè - Eolo-Kometa - Vini Zabù |
| |

### Principaux favoris

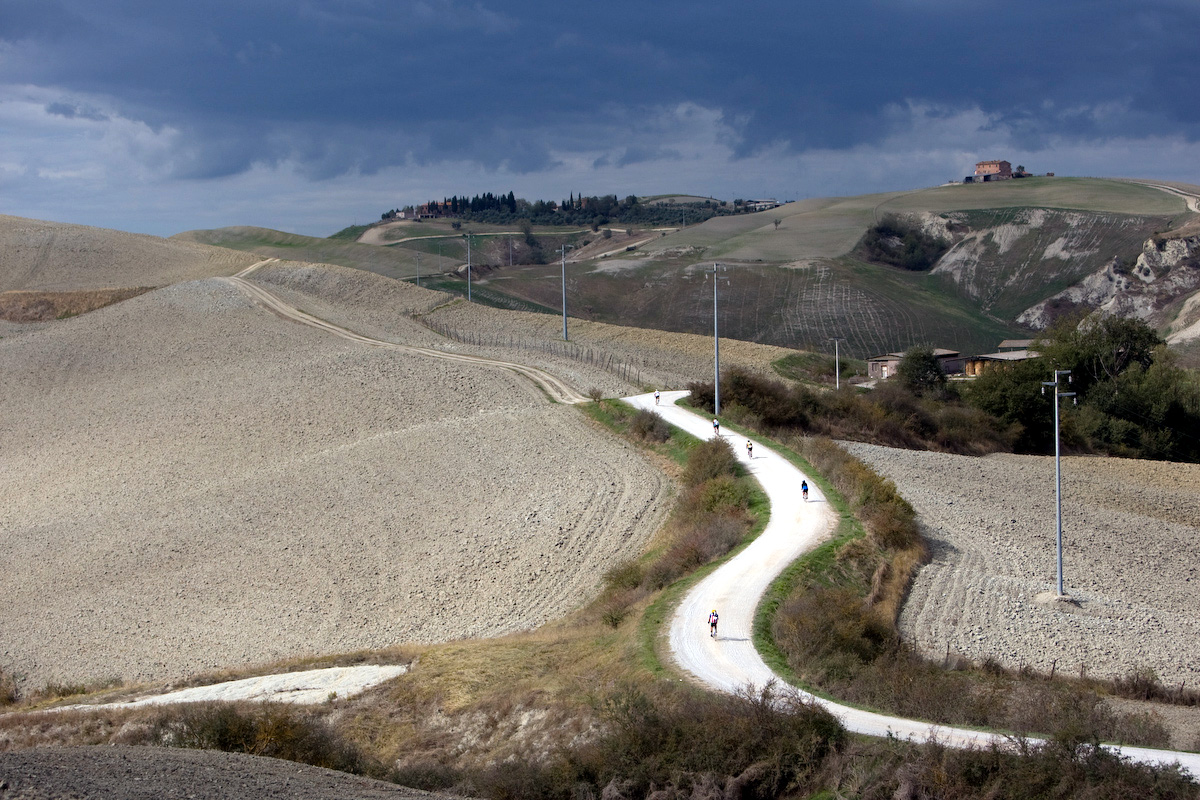
L'une des strade bianche.

Trois favoris sont régulièrement cités. Il s'agit de trois coureurs issus du cyclo-cross : le Belge Wout van Aert, vainqueur de l'édition précédente, le Néerlandais Mathieu van der Poel et le Français Julian Alaphilippe, vainqueur de l'édition 2019. Les outsiders ont pour noms Tadej Pogačar, Davide Formolo, Greg Van Avermaet, Jakob Fuglsang, Alberto Bettiol, Tom Pidcock, Tim Wellens et Tiesj Benoot, vainqueur en 2018.

## Déroulement de la course
Les sept hommes en tête (Philipp Walsleben, Samuele Zoccarato, Rudy Molard, Simone Petilli, Loïc Vliegen, Tosh Van der Sande et Kevin Ledanois) sont repris dans le secteur n°7. Le Belge Loïc Vliegen fait de la résistance pendant quelques kilomètres de ce secteur mais est finalement repris à 67 km de l'arrivée.
Trois coureurs se portent alors à l'avant de la course. En effet, Gianni Vermeersch, Andreas Kron et Gonzalo Serrano sortent de ce secteur avec une vingtaine de secondes d'avance sur le peloton mais sont repris par un groupe d'une quinzaine de coureurs comprenant notamment Greg Van Avermaet et Davide Formolo à 57 km de l'arrivée. Regroupement général à l'entrée du secteur n°8 du Monte Santa-Maria.
Ce secteur long et exigeant étire le peloton et isole en tête un petit groupe de huit unités comprenant les hommes les plus forts : Wout van Aert, Mathieu van der Poel, Julian Alaphilippe, Michael Gogl, Quinn Simmons, Tadej Pogačar ainsi que les équipiers de la formation Ineos Egan Bernal et Tom Pidcock. L'Américain Quinn Simmons est éliminé de ce groupe sur crevaison. Entre les secteurs 8 et 9, ce groupe de tête est pris en chasse par un groupe d'une dizaine de coureurs parmi lesquels se trouvent Jakob Fuglsang, le champion du Luxembourg Kevin Geniets, Greg Van Avermaet et Tim Wellens. Ce groupe revient à 8 petites secondes du groupe des sept hommes de tête mais ne parvient pas à recoller.
À l'entrée du secteur 9, à 23 km de l'arrivée, le champion du monde Julian Alaphilippe accélère en côte et lâche de ce groupe Wout van Aert et Tom Pidcock qui parviennent toutefois à revenir dans le secteur 10, à 18 km de l'arrivée. Le groupe de sept coureurs ainsi reconstitué aborde l'ultime secteur de routes blanches qui font la spécificité de cette course. Ce onzième secteur de Le Tolfe voit l'attaque du champion des Pays-Bas Mathieu van der Poel dans une portion très pentue. Dans un premier temps, le seul Julian Alaphilippe réussit à le suivre. Le duo se mue assez rapidement en trio avec le retour d'Egan Bernal quelques hectomètres plus loin.
Les trois hommes se présentent dans la ville de Sienne, au pied de la dernière côte où Mathieu van der Poel attaque sèchement et distance ses compagnons d'échappée pour se présenter seul à l'arrivée sur la Piazza del Campo. Julian Alaphilippe prend la deuxième place et Egan Bernal complète le podium.

## Classement final
| \| Classement général \| Classement général \| Classement général \| Classement général \| Classement général \| \| Coureur \| Coureur \| Pays \| Équipe \| Temps \| \| ------------------ \| -------------------- \| ------------------ \| --------------------- \| ------------------ \| \| 1er \| Mathieu van der Poel \| Pays-Bas \| Alpecin-Fenix \| 4 h 40 min 29 s \| \| 2e \| Julian Alaphilippe \| France \| Deceuninck-Quick Step \| + 5 s \| \| 3e \| Egan Bernal \| Colombie \| Ineos Grenadiers \| + 20 s \| \| 4e \| Wout van Aert \| Belgique \| Jumbo-Visma \| + 51 s \| \| 5e \| Tom Pidcock \| Royaume-Uni \| Ineos Grenadiers \| + 54 s \| \| 6e \| Michael Gogl \| Autriche \| Qhubeka Assos \| + 54 s \| \| 7e \| Tadej Pogačar \| Slovénie \| UAE Team Emirates \| + 54 s \| \| 8e \| Simon Clarke \| Australie \| Qhubeka Assos \| + 2 min 25 s \| \| 9e \| Jakob Fuglsang \| Danemark \| Astana-Premier Tech \| + 2 min 25 s \| \| 10e \| Pello Bilbao \| Espagne \| Bahrain Victorious \| + 2 min 39 s \| \| 11e \| Simon Carr \| Royaume-Uni \| EF Education-Nippo \| + 3 min 36 s \| \| 12e \| Robert Power \| Australie \| Qhubeka Assos \| + 3 min 45 s \| \| 13e \| Tim Wellens \| Belgique \| Lotto-Soudal \| + 4 min 19 s \| \| 14e \| Gianni Vermeersch \| Belgique \| Alpecin-Fenix \| + 4 min 21 s \| \| 15e \| Petr Vakoč \| Tchéquie \| Alpecin-Fenix \| + 4 min 30 s \| \| 16e \| Kevin Geniets \| Luxembourg \| Groupama-FDJ \| + 6 min 26 s \| \| 17e \| Clément Venturini \| France \| AG2R Citroën Team \| + 6 min 26 s \| \| 18e \| Bauke Mollema \| Pays-Bas \| Trek-Segafredo \| + 6 min 26 s \| \| 19e \| Greg Van Avermaet \| Belgique \| AG2R Citroën Team \| + 6 min 26 s \| \| 20e \| Romain Bardet \| France \| Team DSM \| + 6 min 26 s \| |                      |             |                       |                 |
| |                      |             |                       |                 |
| Source : ProCyclingStats |                      |             |                       |                 |
| Classement général |                      |             |                       |                 |
| Coureur | Coureur              | Pays        | Équipe                | Temps           |
| 1er | Mathieu van der Poel | Pays-Bas    | Alpecin-Fenix         | 4 h 40 min 29 s |
| 2e | Julian Alaphilippe   | France      | Deceuninck-Quick Step | + 5 s           |
| 3e | Egan Bernal          | Colombie    | Ineos Grenadiers      | + 20 s          |
| 4e | Wout van Aert        | Belgique    | Jumbo-Visma           | + 51 s          |
| 5e | Tom Pidcock          | Royaume-Uni | Ineos Grenadiers      | + 54 s          |
| 6e | Michael Gogl         | Autriche    | Qhubeka Assos         | + 54 s          |
| 7e | Tadej Pogačar        | Slovénie    | UAE Team Emirates     | + 54 s          |
| 8e | Simon Clarke         | Australie   | Qhubeka Assos         | + 2 min 25 s    |
| 9e | Jakob Fuglsang       | Danemark    | Astana-Premier Tech   | + 2 min 25 s    |
| 10e | Pello Bilbao         | Espagne     | Bahrain Victorious    | + 2 min 39 s    |
| 11e | Simon Carr           | Royaume-Uni | EF Education-Nippo    | + 3 min 36 s    |
| 12e | Robert Power         | Australie   | Qhubeka Assos         | + 3 min 45 s    |
| 13e | Tim Wellens          | Belgique    | Lotto-Soudal          | + 4 min 19 s    |
| 14e | Gianni Vermeersch    | Belgique    | Alpecin-Fenix         | + 4 min 21 s    |
| 15e | Petr Vakoč           | Tchéquie    | Alpecin-Fenix         | + 4 min 30 s    |
| 16e | Kevin Geniets        | Luxembourg  | Groupama-FDJ          | + 6 min 26 s    |
| 17e | Clément Venturini    | France      | AG2R Citroën Team     | + 6 min 26 s    |
| 18e | Bauke Mollema        | Pays-Bas    | Trek-Segafredo        | + 6 min 26 s    |
| 19e | Greg Van Avermaet    | Belgique    | AG2R Citroën Team     | + 6 min 26 s    |
| 20e | Romain Bardet        | France      | Team DSM              | + 6 min 26 s    |

## Classements UCI
La course attribue des points au Classement mondial UCI 2021 selon le barème suivant.
| Position           | 1er | 2e  | 3e  | 4e  | 5e  | 6e  | 7e | 8e | 9e | 10e | 11e | 12e | 13e | 14e | 15e à 20e | 21e à 30e | 31e à 50e | 51e à 55e | 56e à 60e |
| Classement général | 300 | 250 | 215 | 175 | 120 | 115 | 95 | 75 | 60 | 50  | 40  | 35  | 30  | 25  | 20        | 12        | 5         | 2         | 1         |

## Liste des participants
| Jumbo-Visma TJV | Jumbo-Visma TJV            | Jumbo-Visma TJV |
| --------------- | -------------------------- | --------------- |
| Num             | Coureur                    | Pos             |
| 1               | Wout van Aert (BEL)        | 4e              |
| 2               | Tobias Foss (NOR)          | 46e             |
| 3               | Robert Gesink (NED)        | 69e             |
| 4               | Chris Harper (AUS)         | 118e            |
| 5               | Nathan Van Hooydonck (BEL) | 76e             |
| 6               | Paul Martens (GER)         | AB              |
| 7               | Timo Roosen (NED)          | 85e             |

| AG2R Citroën Team ACT | AG2R Citroën Team ACT   | AG2R Citroën Team ACT |
| --------------------- | ----------------------- | --------------------- |
| Num                   | Coureur                 | Pos                   |
| 11                    | Greg Van Avermaet (BEL) | 19e                   |
| 12                    | Lilian Calmejane (FRA)  | HD                    |
| 13                    | Nans Peters (FRA)       | 35e                   |
| 14                    | Michael Schär (SUI)     | 52e                   |
| 15                    | Gijs Van Hoecke (BEL)   | 88e                   |
| 16                    | Andrea Vendrame (ITA)   | 26e                   |
| 17                    | Clément Venturini (FRA) | 17e                   |

| Alpecin-Fenix AFC | Alpecin-Fenix AFC                  | Alpecin-Fenix AFC |
| ----------------- | ---------------------------------- | ----------------- |
| Num               | Coureur                            | Pos               |
| 21                | Mathieu van der Poel (NED) (route) | 1er               |
| 22                | Xandro Meurisse (BEL)              | HD                |
| 23                | Jonas Rickaert (BEL)               | AB                |
| 24                | Petr Vakoč (CZE)                   | 15e               |
| 25                | Otto Vergaerde (BEL)               | HD                |
| 26                | Gianni Vermeersch (BEL)            | 14e               |
| 27                | Philipp Walsleben (GER)            | 95e               |

| Androni Giocattoli-Sidermec ANS | Androni Giocattoli-Sidermec ANS | Androni Giocattoli-Sidermec ANS |
| ------------------------------- | ------------------------------- | ------------------------------- |
| Num                             | Coureur                         | Pos                             |
| 31                              | Mattia Bais (ITA)               | 80e                             |
| 32                              | Alexander Cepeda (ECU)          | HD                              |
| 33                              | Simon Pellaud (SUI)             | AB                              |
| 34                              | Josip Rumac (CRO)               | 78e                             |
| 35                              | Filippo Tagliani (ITA)          | HD                              |
| 36                              | Nicola Venchiarutti (ITA)       | HD                              |
| 37                              | Mattia Viel (ITA)               | HD                              |

| Astana-Premier Tech APT | Astana-Premier Tech APT     | Astana-Premier Tech APT |
| ----------------------- | --------------------------- | ----------------------- |
| Num                     | Coureur                     | Pos                     |
| 41                      | Jakob Fuglsang (DEN)        | 9e                      |
| 42                      | Alex Aranburu (ESP)         | 22e                     |
| 43                      | Manuele Boaro (ITA)         | 96e                     |
| 44                      | Fabio Felline (ITA)         | AB                      |
| 45                      | Hugo Houle (CAN)            | 51e                     |
| 46                      | Gorka Izagirre (ESP)        | 50e                     |
| 47                      | Jonas Gregaard Wilsly (DEN) | HD                      |

| Bahrain Victorious TBV | Bahrain Victorious TBV    | Bahrain Victorious TBV |
| ---------------------- | ------------------------- | ---------------------- |
| Num                    | Coureur                   | Pos                    |
| 51                     | Pello Bilbao (ESP)        | 10e                    |
| 52                     | Eros Capecchi (ITA)       | AB                     |
| 53                     | Matej Mohorič (SLO)       | 56e                    |
| 54                     | Domen Novak (SLO)         | AB                     |
| 55                     | Mark Padun (UKR)          | AB                     |
| 56                     | Hermann Pernsteiner (AUT) | 43e                    |
| 57                     | Jan Tratnik (SLO)         | 83e                    |

| Bardiani CSF Faizanè BCF | Bardiani CSF Faizanè BCF | Bardiani CSF Faizanè BCF |
| ------------------------ | ------------------------ | ------------------------ |
| Num                      | Coureur                  | Pos                      |
| 61                       | Filippo Zaccanti (ITA)   | AB                       |
| 62                       | Davide Gabburo (ITA)     | AB                       |
| 63                       | Fabio Mazzucco (ITA)     | HD                       |
| 64                       | Alessandro Tonelli (ITA) | 92e                      |
| 65                       | Giovanni Visconti (ITA)  | AB                       |
| 66                       | Filippo Zana (ITA)       | 38e                      |
| 67                       | Samuele Zoccarato (ITA)  | 108e                     |

| Bora-Hansgrohe BOH | Bora-Hansgrohe BOH     | Bora-Hansgrohe BOH |
| ------------------ | ---------------------- | ------------------ |
| Num                | Coureur                | Pos                |
| 71                 | Giovanni Aleotti (ITA) | 55e                |
| 72                 | Emanuel Buchmann (GER) | 40e                |
| 73                 | Marcus Burghardt (GER) | 68e                |
| 74                 | Patrick Gamper (AUT)   | 116e               |
| 75                 | Patrick Konrad (AUT)   | 32e                |
| 76                 | Daniel Oss (ITA)       | 53e                |
| 77                 | Ben Zwiehoff (GER)     | 70e                |

| Cofidis COF | Cofidis COF                   | Cofidis COF |
| ----------- | ----------------------------- | ----------- |
| Num         | Coureur                       | Pos         |
| 81          | Nicolas Edet (FRA)            | 112e        |
| 82          | Natnael Berhane (ERI) (route) | 106e        |
| 83          | Tom Bohli (SUI)               | 79e         |
| 84          | André Carvalho (POR)          | 87e         |
| 85          | Thomas Champion (FRA)         | 82e         |
| 86          | Nathan Haas (AUS)             | 110e        |
| 87          | Fabio Sabatini (ITA)          | AB          |

| Deceuninck-Quick Step DQT | Deceuninck-Quick Step DQT        | Deceuninck-Quick Step DQT |
| ------------------------- | -------------------------------- | ------------------------- |
| Num                       | Coureur                          | Pos                       |
| 91                        | Julian Alaphilippe (FRA) (route) | 2e                        |
| 92                        | João Almeida (POR)               | 37e                       |
| 93                        | Kasper Asgreen (DEN) (route)     | 25e                       |
| 94                        | Davide Ballerini (ITA)           | AB                        |
| 95                        | Dries Devenyns (BEL)             | AB                        |
| 96                        | Pieter Serry (BEL)               | 66e                       |
| 97                        | Zdeněk Štybar (CZE)              | 62e                       |

| EF Education-Nippo EFN | EF Education-Nippo EFN    | EF Education-Nippo EFN |
| ---------------------- | ------------------------- | ---------------------- |
| Num                    | Coureur                   | Pos                    |
| 101                    | Alberto Bettiol (ITA)     | 23e                    |
| 102                    | Simon Carr (GBR)          | 11e                    |
| 103                    | Lawson Craddock (USA)     | AB                     |
| 104                    | Mitchell Docker (AUS)     | 114e                   |
| 105                    | Alex Howes (USA) (route)  | AB                     |
| 106                    | Sebastian Langeveld (NED) | HD                     |
| 107                    | Julius van den Berg (NED) | HD                     |

| Eolo-Kometa EOK | Eolo-Kometa EOK              | Eolo-Kometa EOK |
| --------------- | ---------------------------- | --------------- |
| Num             | Coureur                      | Pos             |
| 111             | Davide Bais (ITA)            | 101e            |
| 112             | Erik Fetter (HUN)            | 100e            |
| 113             | Sergio García González (ESP) | HD              |
| 114             | Arturo Grávalos (ESP)        | HD              |
| 115             | Samuele Rivi (ITA)           | AB              |
| 116             | Diego Pablo Sevilla (ESP)    | HD              |
| 117             | Daniel Viegas (POR)          | HD              |

| Groupama-FDJ GFC | Groupama-FDJ GFC            | Groupama-FDJ GFC |
| ---------------- | --------------------------- | ---------------- |
| Num              | Coureur                     | Pos              |
| 121              | Stefan Küng (SUI) (route)   | 31e              |
| 122              | Kevin Geniets (LUX) (route) | 16e              |
| 123              | Simon Guglielmi (FRA)       | 39e              |
| 124              | Tobias Ludvigsson (SWE)     | 103e             |
| 125              | Valentin Madouas (FRA)      | 21e              |
| 126              | Rudy Molard (FRA)           | 36e              |
| 127              | Romain Seigle (FRA)         | 64e              |

| Ineos Grenadiers IGD | Ineos Grenadiers IGD     | Ineos Grenadiers IGD |
| -------------------- | ------------------------ | -------------------- |
| Num                  | Coureur                  | Pos                  |
| 131                  | Tom Pidcock (GBR)        | 5e                   |
| 132                  | Leonardo Basso (ITA)     | AB                   |
| 133                  | Egan Bernal (COL)        | 3e                   |
| 134                  | Owain Doull (GBR)        | 27e                  |
| 135                  | Michał Kwiatkowski (POL) | AB                   |
| 136                  | Salvatore Puccio (ITA)   | AB                   |
| 137                  | Pavel Sivakov (RUS)      | 67e                  |

| Intermarché-Wanty-Gobert Matériaux IWG | Intermarché-Wanty-Gobert Matériaux IWG | Intermarché-Wanty-Gobert Matériaux IWG |
| -------------------------------------- | -------------------------------------- | -------------------------------------- |
| Num                                    | Coureur                                | Pos                                    |
| 141                                    | Théo Delacroix (FRA)                   | 77e                                    |
| 142                                    | Tom Devriendt (BEL)                    | AB                                     |
| 143                                    | Andrea Pasqualon (ITA)                 | AB                                     |
| 144                                    | Simone Petilli (ITA)                   | 91e                                    |
| 145                                    | Lorenzo Rota (ITA)                     | 34e                                    |
| 146                                    | Loïc Vliegen (BEL)                     | AB                                     |
| 147                                    | Jan Bakelants (BEL)                    | 65e                                    |

| Israel Start-Up Nation ISN | Israel Start-Up Nation ISN | Israel Start-Up Nation ISN |
| -------------------------- | -------------------------- | -------------------------- |
| Num                        | Coureur                    | Pos                        |
| 151                        | Reto Hollenstein (SUI)     | 86e                        |
| 152                        | Jenthe Biermans (BEL)      | AB                         |
| 153                        | Guillaume Boivin (CAN)     | HD                         |
| 154                        | Alessandro De Marchi (ITA) | 59e                        |
| 155                        | Alexis Renard (FRA)        | HD                         |
| 156                        | Mads Würtz Schmidt (DEN)   | 109e                       |
| 157                        | Tom Van Asbroeck (BEL)     | 75e                        |

| Lotto-Soudal LTS | Lotto-Soudal LTS         | Lotto-Soudal LTS |
| ---------------- | ------------------------ | ---------------- |
| Num              | Coureur                  | Pos              |
| 161              | Tim Wellens (BEL)        | 13e              |
| 162              | Filippo Conca (ITA)      | 81e              |
| 163              | Frederik Frison (BEL)    | 94e              |
| 164              | Andreas Kron (DEN)       | 28e              |
| 165              | Tomasz Marczyński (POL)  | AB               |
| 166              | Tosh Van der Sande (BEL) | AB               |
| 167              | Brent Van Moer (BEL)     | 61e              |

| Movistar Team MOV | Movistar Team MOV         | Movistar Team MOV |
| ----------------- | ------------------------- | ----------------- |
| Num               | Coureur                   | Pos               |
| 171               | Alejandro Valverde (ESP)  | 47e               |
| 172               | Héctor Carretero (ESP)    | 97e               |
| 173               | Iván García Cortina (ESP) | 29e               |
| 174               | Abner González (PUR)      | 71e               |
| 175               | Lluís Mas (ESP)           | 48e               |
| 176               | Sergio Samitier (ESP)     | 115e              |
| 177               | Gonzalo Serrano (ESP)     | 49e               |

| Arkéa-Samsic ARK | Arkéa-Samsic ARK         | Arkéa-Samsic ARK |
| ---------------- | ------------------------ | ---------------- |
| Num              | Coureur                  | Pos              |
| 181              | Diego Rosa (ITA)         | 57e              |
| 182              | Benjamin Declercq (BEL)  | 104e             |
| 183              | Thibault Guernalec (FRA) | AB               |
| 184              | Kévin Ledanois (FRA)     | 113e             |
| 185              | Matîs Louvel (FRA)       | 74e              |
| 186              | Łukasz Owsian (POL)      | 105e             |
| 187              | Laurent Pichon (FRA)     | AB               |

| BikeExchange BEX | BikeExchange BEX              | BikeExchange BEX |
| ---------------- | ----------------------------- | ---------------- |
| Num              | Coureur                       | Pos              |
| 191              | Simon Yates (GBR)             | 63e              |
| 192              | Jack Bauer (NZL)              | 89e              |
| 193              | Brent Bookwalter (USA)        | 44e              |
| 194              | Christopher Juul Jensen (DEN) | 60e              |
| 195              | Barnabás Peák (HUN)           | HD               |
| 196              | Nick Schultz (AUS)            | AB               |
| 197              | Robert Stannard (AUS)         | 30e              |

| Team DSM DSM | Team DSM DSM            | Team DSM DSM |
| ------------ | ----------------------- | ------------ |
| Num          | Coureur                 | Pos          |
| 201          | Romain Bardet (FRA)     | 20e          |
| 202          | Thymen Arensman (NED)   | 117e         |
| 203          | Romain Combaud (FRA)    | 107e         |
| 204          | Chris Hamilton (AUS)    | 90e          |
| 205          | Joris Nieuwenhuis (NED) | 98e          |
| 206          | Martijn Tusveld (NED)   | 99e          |
| 207          | Kevin Vermaerke (USA)   | 111e         |

| Qhubeka Assos TQA | Qhubeka Assos TQA       | Qhubeka Assos TQA |
| ----------------- | ----------------------- | ----------------- |
| Num               | Coureur                 | Pos               |
| 211               | Simon Clarke (AUS)      | 8e                |
| 212               | Michael Gogl (AUT)      | 6e                |
| 213               | Bert-Jan Lindeman (NED) | 84e               |
| 214               | Robert Power (AUS)      | 12e               |
| 215               | Mauro Schmid (SUI)      | 41e               |
| 216               | Karel Vacek (CZE)       | AB                |
| 217               | Emil Vinjebo (DEN)      | 72e               |

| Trek-Segafredo TFS | Trek-Segafredo TFS            | Trek-Segafredo TFS |
| ------------------ | ----------------------------- | ------------------ |
| Num                | Coureur                       | Pos                |
| 221                | Gianluca Brambilla (ITA)      | 33e                |
| 222                | Nicola Conci (ITA)            | AB                 |
| 223                | Amanuel Ghebreigzabhier (ERI) | 73e                |
| 224                | Bauke Mollema (NED)           | 18e                |
| 225                | Antonio Nibali (ITA)          | AB                 |
| 226                | Quinn Simmons (USA)           | 54e                |
| 227                | Toms Skujiņš (LAT)            | 45e                |

| UAE Team Emirates UAD | UAE Team Emirates UAD       | UAE Team Emirates UAD |
| --------------------- | --------------------------- | --------------------- |
| Num                   | Coureur                     | Pos                   |
| 231                   | Tadej Pogačar (SLO)         | 7e                    |
| 232                   | Valerio Conti (ITA)         | AB                    |
| 233                   | Davide Formolo (ITA)        | 24e                   |
| 234                   | Vegard Stake Laengen (NOR)  | 42e                   |
| 235                   | Marco Marcato (ITA)         | 93e                   |
| 236                   | Jan Polanc (SLO)            | 58e                   |
| 237                   | Aleksandr Riabushenko (BLR) | AB                    |

| Vini Zabù THR | Vini Zabù THR           | Vini Zabù THR |
| ------------- | ----------------------- | ------------- |
| Num           | Coureur                 | Pos           |
| 241           | Kamil Gradek (POL)      | AB            |
| 242           | Mattia Bevilacqua (ITA) | HD            |
| 243           | Simone Bevilacqua (ITA) | AB            |
| 244           | Andrea Di Renzo (ITA)   | 102e          |
| 245           | Alessandro Iacchi (ITA) | AB            |
| 246           | Davide Orrico (ITA)     | HD            |
| 247           | Jan Petelin (LUX)       | AB            |

| Jumbo-Visma TJV | Jumbo-Visma TJV            | Jumbo-Visma TJV |
| --------------- | -------------------------- | --------------- |
| Num             | Coureur                    | Pos             |
| 1               | Wout van Aert (BEL)        | 4e              |
| 2               | Tobias Foss (NOR)          | 46e             |
| 3               | Robert Gesink (NED)        | 69e             |
| 4               | Chris Harper (AUS)         | 118e            |
| 5               | Nathan Van Hooydonck (BEL) | 76e             |
| 6               | Paul Martens (GER)         | AB              |
| 7               | Timo Roosen (NED)          | 85e             |

| AG2R Citroën Team ACT | AG2R Citroën Team ACT   | AG2R Citroën Team ACT |
| --------------------- | ----------------------- | --------------------- |
| Num                   | Coureur                 | Pos                   |
| 11                    | Greg Van Avermaet (BEL) | 19e                   |
| 12                    | Lilian Calmejane (FRA)  | HD                    |
| 13                    | Nans Peters (FRA)       | 35e                   |
| 14                    | Michael Schär (SUI)     | 52e                   |
| 15                    | Gijs Van Hoecke (BEL)   | 88e                   |
| 16                    | Andrea Vendrame (ITA)   | 26e                   |
| 17                    | Clément Venturini (FRA) | 17e                   |

| Alpecin-Fenix AFC | Alpecin-Fenix AFC                  | Alpecin-Fenix AFC |
| ----------------- | ---------------------------------- | ----------------- |
| Num               | Coureur                            | Pos               |
| 21                | Mathieu van der Poel (NED) (route) | 1er               |
| 22                | Xandro Meurisse (BEL)              | HD                |
| 23                | Jonas Rickaert (BEL)               | AB                |
| 24                | Petr Vakoč (CZE)                   | 15e               |
| 25                | Otto Vergaerde (BEL)               | HD                |
| 26                | Gianni Vermeersch (BEL)            | 14e               |
| 27                | Philipp Walsleben (GER)            | 95e               |

| Androni Giocattoli-Sidermec ANS | Androni Giocattoli-Sidermec ANS | Androni Giocattoli-Sidermec ANS |
| ------------------------------- | ------------------------------- | ------------------------------- |
| Num                             | Coureur                         | Pos                             |
| 31                              | Mattia Bais (ITA)               | 80e                             |
| 32                              | Alexander Cepeda (ECU)          | HD                              |
| 33                              | Simon Pellaud (SUI)             | AB                              |
| 34                              | Josip Rumac (CRO)               | 78e                             |
| 35                              | Filippo Tagliani (ITA)          | HD                              |
| 36                              | Nicola Venchiarutti (ITA)       | HD                              |
| 37                              | Mattia Viel (ITA)               | HD                              |

| Astana-Premier Tech APT | Astana-Premier Tech APT     | Astana-Premier Tech APT |
| ----------------------- | --------------------------- | ----------------------- |
| Num                     | Coureur                     | Pos                     |
| 41                      | Jakob Fuglsang (DEN)        | 9e                      |
| 42                      | Alex Aranburu (ESP)         | 22e                     |
| 43                      | Manuele Boaro (ITA)         | 96e                     |
| 44                      | Fabio Felline (ITA)         | AB                      |
| 45                      | Hugo Houle (CAN)            | 51e                     |
| 46                      | Gorka Izagirre (ESP)        | 50e                     |
| 47                      | Jonas Gregaard Wilsly (DEN) | HD                      |

| Bahrain Victorious TBV | Bahrain Victorious TBV    | Bahrain Victorious TBV |
| ---------------------- | ------------------------- | ---------------------- |
| Num                    | Coureur                   | Pos                    |
| 51                     | Pello Bilbao (ESP)        | 10e                    |
| 52                     | Eros Capecchi (ITA)       | AB                     |
| 53                     | Matej Mohorič (SLO)       | 56e                    |
| 54                     | Domen Novak (SLO)         | AB                     |
| 55                     | Mark Padun (UKR)          | AB                     |
| 56                     | Hermann Pernsteiner (AUT) | 43e                    |
| 57                     | Jan Tratnik (SLO)         | 83e                    |

| Bardiani CSF Faizanè BCF | Bardiani CSF Faizanè BCF | Bardiani CSF Faizanè BCF |
| ------------------------ | ------------------------ | ------------------------ |
| Num                      | Coureur                  | Pos                      |
| 61                       | Filippo Zaccanti (ITA)   | AB                       |
| 62                       | Davide Gabburo (ITA)     | AB                       |
| 63                       | Fabio Mazzucco (ITA)     | HD                       |
| 64                       | Alessandro Tonelli (ITA) | 92e                      |
| 65                       | Giovanni Visconti (ITA)  | AB                       |
| 66                       | Filippo Zana (ITA)       | 38e                      |
| 67                       | Samuele Zoccarato (ITA)  | 108e                     |

| Bora-Hansgrohe BOH | Bora-Hansgrohe BOH     | Bora-Hansgrohe BOH |
| ------------------ | ---------------------- | ------------------ |
| Num                | Coureur                | Pos                |
| 71                 | Giovanni Aleotti (ITA) | 55e                |
| 72                 | Emanuel Buchmann (GER) | 40e                |
| 73                 | Marcus Burghardt (GER) | 68e                |
| 74                 | Patrick Gamper (AUT)   | 116e               |
| 75                 | Patrick Konrad (AUT)   | 32e                |
| 76                 | Daniel Oss (ITA)       | 53e                |
| 77                 | Ben Zwiehoff (GER)     | 70e                |

| Cofidis COF | Cofidis COF                   | Cofidis COF |
| ----------- | ----------------------------- | ----------- |
| Num         | Coureur                       | Pos         |
| 81          | Nicolas Edet (FRA)            | 112e        |
| 82          | Natnael Berhane (ERI) (route) | 106e        |
| 83          | Tom Bohli (SUI)               | 79e         |
| 84          | André Carvalho (POR)          | 87e         |
| 85          | Thomas Champion (FRA)         | 82e         |
| 86          | Nathan Haas (AUS)             | 110e        |
| 87          | Fabio Sabatini (ITA)          | AB          |

| Deceuninck-Quick Step DQT | Deceuninck-Quick Step DQT        | Deceuninck-Quick Step DQT |
| ------------------------- | -------------------------------- | ------------------------- |
| Num                       | Coureur                          | Pos                       |
| 91                        | Julian Alaphilippe (FRA) (route) | 2e                        |
| 92                        | João Almeida (POR)               | 37e                       |
| 93                        | Kasper Asgreen (DEN) (route)     | 25e                       |
| 94                        | Davide Ballerini (ITA)           | AB                        |
| 95                        | Dries Devenyns (BEL)             | AB                        |
| 96                        | Pieter Serry (BEL)               | 66e                       |
| 97                        | Zdeněk Štybar (CZE)              | 62e                       |

| EF Education-Nippo EFN | EF Education-Nippo EFN    | EF Education-Nippo EFN |
| ---------------------- | ------------------------- | ---------------------- |
| Num                    | Coureur                   | Pos                    |
| 101                    | Alberto Bettiol (ITA)     | 23e                    |
| 102                    | Simon Carr (GBR)          | 11e                    |
| 103                    | Lawson Craddock (USA)     | AB                     |
| 104                    | Mitchell Docker (AUS)     | 114e                   |
| 105                    | Alex Howes (USA) (route)  | AB                     |
| 106                    | Sebastian Langeveld (NED) | HD                     |
| 107                    | Julius van den Berg (NED) | HD                     |

| Eolo-Kometa EOK | Eolo-Kometa EOK              | Eolo-Kometa EOK |
| --------------- | ---------------------------- | --------------- |
| Num             | Coureur                      | Pos             |
| 111             | Davide Bais (ITA)            | 101e            |
| 112             | Erik Fetter (HUN)            | 100e            |
| 113             | Sergio García González (ESP) | HD              |
| 114             | Arturo Grávalos (ESP)        | HD              |
| 115             | Samuele Rivi (ITA)           | AB              |
| 116             | Diego Pablo Sevilla (ESP)    | HD              |
| 117             | Daniel Viegas (POR)          | HD              |

| Groupama-FDJ GFC | Groupama-FDJ GFC            | Groupama-FDJ GFC |
| ---------------- | --------------------------- | ---------------- |
| Num              | Coureur                     | Pos              |
| 121              | Stefan Küng (SUI) (route)   | 31e              |
| 122              | Kevin Geniets (LUX) (route) | 16e              |
| 123              | Simon Guglielmi (FRA)       | 39e              |
| 124              | Tobias Ludvigsson (SWE)     | 103e             |
| 125              | Valentin Madouas (FRA)      | 21e              |
| 126              | Rudy Molard (FRA)           | 36e              |
| 127              | Romain Seigle (FRA)         | 64e              |

| Ineos Grenadiers IGD | Ineos Grenadiers IGD     | Ineos Grenadiers IGD |
| -------------------- | ------------------------ | -------------------- |
| Num                  | Coureur                  | Pos                  |
| 131                  | Tom Pidcock (GBR)        | 5e                   |
| 132                  | Leonardo Basso (ITA)     | AB                   |
| 133                  | Egan Bernal (COL)        | 3e                   |
| 134                  | Owain Doull (GBR)        | 27e                  |
| 135                  | Michał Kwiatkowski (POL) | AB                   |
| 136                  | Salvatore Puccio (ITA)   | AB                   |
| 137                  | Pavel Sivakov (RUS)      | 67e                  |

| Intermarché-Wanty-Gobert Matériaux IWG | Intermarché-Wanty-Gobert Matériaux IWG | Intermarché-Wanty-Gobert Matériaux IWG |
| -------------------------------------- | -------------------------------------- | -------------------------------------- |
| Num                                    | Coureur                                | Pos                                    |
| 141                                    | Théo Delacroix (FRA)                   | 77e                                    |
| 142                                    | Tom Devriendt (BEL)                    | AB                                     |
| 143                                    | Andrea Pasqualon (ITA)                 | AB                                     |
| 144                                    | Simone Petilli (ITA)                   | 91e                                    |
| 145                                    | Lorenzo Rota (ITA)                     | 34e                                    |
| 146                                    | Loïc Vliegen (BEL)                     | AB                                     |
| 147                                    | Jan Bakelants (BEL)                    | 65e                                    |

| Israel Start-Up Nation ISN | Israel Start-Up Nation ISN | Israel Start-Up Nation ISN |
| -------------------------- | -------------------------- | -------------------------- |
| Num                        | Coureur                    | Pos                        |
| 151                        | Reto Hollenstein (SUI)     | 86e                        |
| 152                        | Jenthe Biermans (BEL)      | AB                         |
| 153                        | Guillaume Boivin (CAN)     | HD                         |
| 154                        | Alessandro De Marchi (ITA) | 59e                        |
| 155                        | Alexis Renard (FRA)        | HD                         |
| 156                        | Mads Würtz Schmidt (DEN)   | 109e                       |
| 157                        | Tom Van Asbroeck (BEL)     | 75e                        |

| Lotto-Soudal LTS | Lotto-Soudal LTS         | Lotto-Soudal LTS |
| ---------------- | ------------------------ | ---------------- |
| Num              | Coureur                  | Pos              |
| 161              | Tim Wellens (BEL)        | 13e              |
| 162              | Filippo Conca (ITA)      | 81e              |
| 163              | Frederik Frison (BEL)    | 94e              |
| 164              | Andreas Kron (DEN)       | 28e              |
| 165              | Tomasz Marczyński (POL)  | AB               |
| 166              | Tosh Van der Sande (BEL) | AB               |
| 167              | Brent Van Moer (BEL)     | 61e              |

| Movistar Team MOV | Movistar Team MOV         | Movistar Team MOV |
| ----------------- | ------------------------- | ----------------- |
| Num               | Coureur                   | Pos               |
| 171               | Alejandro Valverde (ESP)  | 47e               |
| 172               | Héctor Carretero (ESP)    | 97e               |
| 173               | Iván García Cortina (ESP) | 29e               |
| 174               | Abner González (PUR)      | 71e               |
| 175               | Lluís Mas (ESP)           | 48e               |
| 176               | Sergio Samitier (ESP)     | 115e              |
| 177               | Gonzalo Serrano (ESP)     | 49e               |

| Arkéa-Samsic ARK | Arkéa-Samsic ARK         | Arkéa-Samsic ARK |
| ---------------- | ------------------------ | ---------------- |
| Num              | Coureur                  | Pos              |
| 181              | Diego Rosa (ITA)         | 57e              |
| 182              | Benjamin Declercq (BEL)  | 104e             |
| 183              | Thibault Guernalec (FRA) | AB               |
| 184              | Kévin Ledanois (FRA)     | 113e             |
| 185              | Matîs Louvel (FRA)       | 74e              |
| 186              | Łukasz Owsian (POL)      | 105e             |
| 187              | Laurent Pichon (FRA)     | AB               |

| BikeExchange BEX | BikeExchange BEX              | BikeExchange BEX |
| ---------------- | ----------------------------- | ---------------- |
| Num              | Coureur                       | Pos              |
| 191              | Simon Yates (GBR)             | 63e              |
| 192              | Jack Bauer (NZL)              | 89e              |
| 193              | Brent Bookwalter (USA)        | 44e              |
| 194              | Christopher Juul Jensen (DEN) | 60e              |
| 195              | Barnabás Peák (HUN)           | HD               |
| 196              | Nick Schultz (AUS)            | AB               |
| 197              | Robert Stannard (AUS)         | 30e              |

| Team DSM DSM | Team DSM DSM            | Team DSM DSM |
| ------------ | ----------------------- | ------------ |
| Num          | Coureur                 | Pos          |
| 201          | Romain Bardet (FRA)     | 20e          |
| 202          | Thymen Arensman (NED)   | 117e         |
| 203          | Romain Combaud (FRA)    | 107e         |
| 204          | Chris Hamilton (AUS)    | 90e          |
| 205          | Joris Nieuwenhuis (NED) | 98e          |
| 206          | Martijn Tusveld (NED)   | 99e          |
| 207          | Kevin Vermaerke (USA)   | 111e         |

| Qhubeka Assos TQA | Qhubeka Assos TQA       | Qhubeka Assos TQA |
| ----------------- | ----------------------- | ----------------- |
| Num               | Coureur                 | Pos               |
| 211               | Simon Clarke (AUS)      | 8e                |
| 212               | Michael Gogl (AUT)      | 6e                |
| 213               | Bert-Jan Lindeman (NED) | 84e               |
| 214               | Robert Power (AUS)      | 12e               |
| 215               | Mauro Schmid (SUI)      | 41e               |
| 216               | Karel Vacek (CZE)       | AB                |
| 217               | Emil Vinjebo (DEN)      | 72e               |

| Trek-Segafredo TFS | Trek-Segafredo TFS            | Trek-Segafredo TFS |
| ------------------ | ----------------------------- | ------------------ |
| Num                | Coureur                       | Pos                |
| 221                | Gianluca Brambilla (ITA)      | 33e                |
| 222                | Nicola Conci (ITA)            | AB                 |
| 223                | Amanuel Ghebreigzabhier (ERI) | 73e                |
| 224                | Bauke Mollema (NED)           | 18e                |
| 225                | Antonio Nibali (ITA)          | AB                 |
| 226                | Quinn Simmons (USA)           | 54e                |
| 227                | Toms Skujiņš (LAT)            | 45e                |

| UAE Team Emirates UAD | UAE Team Emirates UAD       | UAE Team Emirates UAD |
| --------------------- | --------------------------- | --------------------- |
| Num                   | Coureur                     | Pos                   |
| 231                   | Tadej Pogačar (SLO)         | 7e                    |
| 232                   | Valerio Conti (ITA)         | AB                    |
| 233                   | Davide Formolo (ITA)        | 24e                   |
| 234                   | Vegard Stake Laengen (NOR)  | 42e                   |
| 235                   | Marco Marcato (ITA)         | 93e                   |
| 236                   | Jan Polanc (SLO)            | 58e                   |
| 237                   | Aleksandr Riabushenko (BLR) | AB                    |

| Vini Zabù THR | Vini Zabù THR           | Vini Zabù THR |
| ------------- | ----------------------- | ------------- |
| Num           | Coureur                 | Pos           |
| 241           | Kamil Gradek (POL)      | AB            |
| 242           | Mattia Bevilacqua (ITA) | HD            |
| 243           | Simone Bevilacqua (ITA) | AB            |
| 244           | Andrea Di Renzo (ITA)   | 102e          |
| 245           | Alessandro Iacchi (ITA) | AB            |
| 246           | Davide Orrico (ITA)     | HD            |
| 247           | Jan Petelin (LUX)       | AB            |